# Mazices
Les Mazices (en grec ancien : Μάζικες) sont une tribu berbère antique d'Afrique du Nord et plus spécialement de Maurétanie césarienne, qui peuplait la région sous le Bas-Empire et à l'époque byzantine.  

## Dénomination
Le nom Mazices a la particularité de coïncider avec l'endonyme actuellement utilisé par les Berbères pour se désigner eux-mêmes, Amazigh.  
Selon l'historien romain Corippe, les Berbères utilisent le mot Mazax pour se désigner eux-mêmes, qui est également utilisé par l'auteur lui même.  
Au Ier siècle, le poète romain Lucain utilise Mazax, la forme singulière de Mazaces, comme nom collectif pour ce peuple. Au IIIe siècle, la Chronique du théologien romain d'Hippolyte de Rome place les Mazices « sur le même plan » que les Mauri, Gaetuli et Afri. 
Le terme égyptien Meshwesh, le nom d'une tribu d'anciens Libyens est probablement apparenté.
L'historien Gabriel Camps précisait que de nombreuses tribus paléo-berbères portaient, dans l’Antiquité, le nom de Mazices,.

## Localisation
Les Mazices sont très mal localisés par des textes imprécis qui les mentionnent. Une inscription a été trouvée à Miliana, en Algérie mais a depuis disparu.  
Le géographe grec Ptolémée, dans sa Géographie, cite les Mazices aussi imprécisément : « Plus à l'est, jusqu'à l'embouchure du Chinalaph, les Makousioi, sous lesquels il y a le Zelakon et après celui-ci les Mazikes ».
Comme tout ce qui touche l'intérieur du pays, cette localisation est très imprécise. Ptolémée place l'embouchure du Chinalaph (appellation d'une rivière prise à tort pour le Chéliff) entre Caesarea et Gunugu ; c'est l'oued Messelmoun, plutôt que l'oued Sebt. Le Zelakon est ainsi probablement la zone montagneuse du Bou Maad et du Zaccar au nord et au nord est de l’actuelle Miliana. Les Mazices de ce fait doivent être situés sur le versant chélifien de ces montagnes, le nord de l'actuelle wilaya d'Ain-Defla. C'est l'espace géographique de la confédération des Braz de l'histoire moderne.
Cette mention des Mazices a au moins le mérite de prouver qu'il existait, au IIe siècle dans les régions chélifiennes, une tribu portant le nom de Mazices.
L'historien romain Ammien Marcellin dans son Histoire de Rome, cite des députés Mazices présents à Tipasa (actuelle Tipaza, en Algérie) lors de la guerre de Firmus au IVe siècle. La liste de Vérone (entre l'an 314-324) les mentionne comme résidant en Maurétanie césarienne à l'Est du territoire des Quinquegentiens et l'Ouest de celui des Bavares soit dans l'actuelle Kabylie. Le géographe romain Julius Honorius situe les Musunei et les Mazices comme voisins (cette dernière information est confirmée par Ammien Marcelin) avec les Bures et les Quinquegentiens, soit dans l'actuelle Grande-Kabylie.

## Histoire militaire
En 370, les Mazices soutiennent l'insurrection du général berbère Firmus contre l'Empire romain d'Occident sous Valentinien Ier. Ils participent a la destruction de Césarée par les rebelles. Un de leurs principaux chefs se nomme Bellen (ou Belles) et le préfet de la tribu est Féricius.
Néanmoins, Firmus est d'abord tenu en échec. Il se soumet et des députés Mazices accueillent le commandant romain Théodose à Tipasa (actuelle Tipaza, en Algérie) afin de demander son pardon. Théodose menace de leur demander des comptes à l'avenir puis repart.
Dans la même période, Gildon, le frère de Firmus et Maxime livrent Bellen et Féricius au général romain Théodose, qui seront exécutés. 
Des rebelles mazices rassemblés au fort de Tingis (actuel Chlef, en Algérie) sont attaqués par Théodose. Les Mazices se défendent en envoyant une rafale d'armes de traits mais sont vaincus par les Romains. Un petit nombre parvient à s’échapper, et plus tard obtint l’amnistie que la politique romaine exigeait.
Plus tard, Théodose est pratiquement vaincu par une nouvelle coalition de rebelles berbères menée par la sœur de Firmus, Cyria. Le commandant romain et son armée sont sauvés de justesse par un corps d'auxiliaires Mazices allié. 
En 375, un important chef mazice nommé Masilla, est envoyé par Théodose afin de négocier avec Igmacen, un chef berbère qui avait recueilli Firmus dans ses montagnes. Masilla a secrètement dénoncé Igmacen comme un traître et Firmus ne disposant plus d'alliés, décide de se suicider. Cet acte met fin à la révolte africaine. Masilla accorda un sauf-conduit à Igmacen, lui permettant de livrer en personne la dépouille de Firmus à Théodose. 
Dans la dernière décennie du IVe siècle, les Mazices et les Austuriens ont commencé à ravager la Cyrénaïque. Pendant le mandat du strategos Cerealis, les Mazices assiègent Cyrène. L'évêque Synésios participa à la défense de la ville. La période de troubles en Cyrénaïque dure jusqu'en 410 environ. En 407 ou 408, les Mazices pillent les monastères de Scété (actuel Ouadi Natroun, Égypte). Parmi leurs victimes se trouvaient Abba Moïse le Noir et sept compagnons. Jean le Nain et Bishoi ont également fui Scété à la suite de ce raid. Les Mazices ont de nouveau attaqué en 410 et 434. Vers 445, les Mazices ont harcelé des Blemmyes qui se retiraient d'un raid sur une oasis égyptienne. En 491, ils attaquèrent à nouveau la Cyrénaïque.
Pendant le règne de l'empereur byzantin Justin Ier (518-527), les Mazices pillèrent l'Égypte en collaboration avec les Blemmyes. Dans les années 580, plusieurs monastères de Scété ont été rasés par les Mazices. Quelque 3 500 moines ont été dispersés dans le Levant au Proche-Orient.